# Kabinett Seite I
Das Kabinett Seite I war die Landesregierung von Mecklenburg-Vorpommern, nachdem Ministerpräsident Alfred Gomolka von seinem Amt zurückgetreten war. Seine Nachfolge trat Berndt Seite an. Das Kabinett amtierte vom  19. März 1992 bis zum 8. Dezember 1994.

## Rücktritt Alfred Gomolkas als Ministerpräsident
Nach der Landtagswahl 1990, der ersten freien und demokratischen Wahl des Landesparlaments nach der Wende, kam es zu einer Koalition aus CDU und FDP unter Alfred Gomolka. Die Regierung war von heftigen Kontroversen innerhalb der CDU geprägt. Diese entzündeten sich vor allem an der Privatisierung der Werftindustrie. CDU-Landeschef und Bundesverkehrsminister Günther Krause sprach sich gegen die von Gomolka und dem liberalen Wirtschaftsminister Conrad-Michael Lehment geplante Teilprivatisierung aus. Hinzu kamen persönliche Spannungen innerhalb des Kabinetts und Differenzen der Regierung mit der Landtagsfraktion der CDU. Angesichts dieser Konflikte trat Gomolka nach nur 18 Monaten im Amt zurück.

## Das Kabinett unter Berndt Seite
Gomolkas Nachfolge trat Berndt Seite an. Seite war über das Neue Forum zur CDU gestoßen, seit 1990 Landrat im Kreis Röbel/Müritz und seit 1991 Generalsekretär der CDU Mecklenburg-Vorpommerns. Zunächst waren auch Justizminister Ulrich Born sowie Georg Diederich als neuer Ministerpräsident im Gespräch. Gegen Born sprach, dass er als „Westimport“ ein unerwünschtes Signal ausgesendet hätte. Diederich wiederum war am Sturz Gomolkas beteiligt gewesen. Da die Koalition nur über eine einzige Stimme Mehrheit im Parlament verfügte und somit auch auf diejenige Gomolkas angewiesen war, erschien der externe Kandidat Seite als unproblematischere Wahl.
Hatten der ersten Landesregierung mit Ausnahme des Justizministers Ulrich Born ausschließlich Ostdeutsche angehört, so berief Seite nach der Amtsübernahme mehrere erfahrene westdeutsche Politiker. Born wurde durch Herbert Helmrich ersetzt, die bisherige Berliner Staatssekretärin Steffie Schnoor löste Oswald Wutzke als Kultusministerin ab. Zudem trat im Februar 1993 der westdeutsche Landespolitiker Rudi Geil für Lothar Kupfer, der selbst erst von Seite zum Innenminister anstelle des zurückgetretenen Georg Diederich berufen worden war, in das Kabinett ein. Kupfer war im Zusammenhang mit den Ausschreitungen in Rostock-Lichtenhagen und deren Aufarbeitung Versagen vorgeworfen worden.
In die Amtszeit des Kabinetts Seite I fiel auch die Ablösung Günther Krauses, der über eine seiner zahlreichen Affären stolperte, durch Angela Merkel als Landesparteichefin der CDU im Juni 1993. Mit Ausnahme des Fraktionsvorsitzenden Eckhardt Rehberg war damit die gesamte ersten Nachwende-Führungsriege der CDU in Mecklenburg-Vorpommern ausgetauscht worden.
Die FDP blieb ein unauffälliger Koalitionspartner der CDU. Mit der Ablösung Rainer Ortlebs als Bundesbildungsminister verlor zudem ihr einziger einflussreicher Bundespolitiker sein Amt. Bei der folgenden  Landtagswahl 1994 blieb sie  deutlich unter der Fünf-Prozent-Hürde, so dass der CDU ihr Koalitionspartner abhandenkam und mit der SPD eine große Koalition (Kabinett Seite II) bildete.

## Liste der Kabinettsmitglieder
| Minister                                         | Name                                                           | Partei                | Partei                           | Staatssekretäre |
| ------------------------------------------------ | -------------------------------------------------------------- | --------------------- | -------------------------------- | --- |
| Ministerpräsident                                | Berndt Seite                                                   |                       | CDU                              | Gabriele Wurzel (Chefin der Staatskanzlei, CDU) Wolfgang Schulz (Bürgerbeauftragter im Range eines Parlamentarischen Staatssekretärs, SPD) |
| Stellvertreter des Ministerpräsidenten           | Klaus Gollert                                                  |                       | FDP                              | |
| Arbeit, Gesundheit und Sozialordnung             | Klaus Gollert                                                  | Neithart Neitzel, FDP | FDP                              | |
| Inneres                                          | Georg Diederich geschäftsführend bis 30. März 1992             |                       | CDU                              | Klaus Baltzer, CDU |
| Inneres                                          | Lothar Kupfer 31. März 1992 bis 11. Februar 1993               |                       | CDU                              | Klaus Baltzer, CDU |
| Inneres                                          | Herbert Helmrich geschäftsführend vom 11. bis 18. Februar 1993 |                       | CDU                              | Klaus Baltzer, CDU |
| Inneres                                          | Rudi Geil seit 19. Februar 1993                                |                       | CDU                              | Klaus Baltzer, CDU |
| Justiz, Bundes- und Europaangelegenheiten        | Herbert Helmrich                                               | CDU                   | Klaus Letzgus, CSU               | |
| Finanzen                                         | Bärbel Kleedehn                                                | CDU                   | Wilhelm Burke                    | |
| Wirtschaft                                       | Conrad-Michael Lehment                                         |                       | FDP                              | Wolfgang Pfletschinger, FDP |
| Ernährung, Landwirtschaft, Forsten und Fischerei | Martin Brick                                                   |                       | CDU                              | Brar Roeloffs |
| Natur und Umwelt                                 | Petra Uhlmann bis 30. März 1993                                | CDU                   | Peter-Uwe Conrad, CDU (bis 1993) | |
| Natur und Umwelt                                 | Martin Brick geschäftsführend 31. März bis 19. April 1993      | CDU                   | Karlheinz Anding (ab 1993)       | |
| Natur und Umwelt                                 | Frieder Jelen seit 20. April 1993                              | CDU                   | Karlheinz Anding (ab 1993)       | |
| Kultus                                           | Oswald Wutzke geschäftsführend bis 30. März 1992               | CDU                   | Thomas de Maizière, CDU          | |
| Kultus                                           | Steffie Schnoor seit 31. März 1992                             | CDU                   | Thomas de Maizière, CDU          | |